# Skoltská sámština
Skoltská sámština (sääʹmǩiõll) je sámský jazyk z ugrofinské větve uralské jazykové rodiny. Mluví jí zhruba 400 lidí na severu Finska a asi jen 20 v Rusku. Kdysi se vyskytovala i na severu Norska v oblasti Neiden.

## Abeceda a pravopis
Pravopis byl vytvořen v roce 1973. Abeceda se skládá z 36 písmen:
| Velká písmena |   |   |   |   |   |   |   |   |   |   |   |   |   |   |   |   |   |   |   |   |   |   |   |   |   |   |   |   |   |   |   |   |   |   |   |   |
| A             | Â | B | C | Č | Ʒ | Ǯ | D | Đ | E | F | G | Ǧ | Ǥ | H | I | J | K | Ǩ | L | M | N | Ŋ | O | Õ | P | R | S | Š | T | U | V | Z | Ž | Å | Ä | ʹ |
| Malá písmena  |   |   |   |   |   |   |   |   |   |   |   |   |   |   |   |   |   |   |   |   |   |   |   |   |   |   |   |   |   |   |   |   |   |   |   |   |
| a             | â | b | c | č | ʒ | ǯ | d | đ | e | f | g | ǧ | ǥ | h | i | j | k | ǩ | l | m | n | ŋ | o | õ | p | r | s | š | t | u | v | z | ž | å | ä | ʹ |

Kromě těchto písmen se v cizích slovech používají i písmena q, w, x a ö. Znak ʹ vyznačuje palatalizaci, pokud stojí za souhláskou.

## Klasifikace
Skoltská sámština patří do východní skupiny sámských jazyků společně se sámštinou inarijskou, akkalskou, kildinskou a terskou.

### Dialekty skoltské sámštiny
Skoltská sámština zahrnuje dva hlavní dialekty:
1. severní
2. jižní[4]

#### Severní dialekty skoltské sámštiny
Do skupiny severních dialektů skoltské sámštiny patří dialekty:
- neidenský: oblast města Neiden v Norsku (zaniklý)
- paatsjokiský: vesnice Paaččjokk (Paatsjoki), Peäccam (Petsamonkylä) a Mueʹtǩǩ (Muotka) v bývalé oblasti Petsamo, jejichž mluvčí po 2.světové válce odešli do Nellimu ve Finsku.

Rozdíly mezi těmito dvěma dialekty lze spatřit v nominativu plurálu u podstatných jmen, který je v neidenském dialektu vyjádřen zakončením na -k, př. kuelek 'ryba', v paatsjokiském dialektu toto zakončení chybí, př.kueʹl.

#### Jižní dialekty skoltské sámštiny
Jižní skupina zahrnuje dialekty:
- suõʹnnʼjelský: oblast kolem jižního Petsamo, nyní v Sevettijärvi ve Finsku
- njuõʹttjäuʹrrský: kolem jezera Notozero a jižní oblast bývalých vesnic Njuõʹttjäuʹrr (Nuortijärvi - Notozero) a Sââʹrvesjäu'rr (Hirvasjärvi - Girvasozero)

Njuõʹttjäuʹrrské nářečí používá středovou souhlásku d, zatímco suõʹnnʼjelské používá frikatívu đ: suõʹnnʼjelský dialekt
vueʹđđed 'spát' oproti njuõʹttjäuʹrrskému vueʹdded, sââʹrvesjäu'rrskému vueʹdde; suõʹnnʼjelský dialekt ǩiđđ 'jaro' oproti njuõʹttjäuʹrrskému kidd.

## Hlásky

### Samohlásky
Samohlásky se ve skoltské sámštině vyslovují s jinou intonací. Ta je dvojí: vysoká a nízká. Vysoké samohlásky mají své nízké protějšky.
| Vysoká | Nízká |
| ------ | ----- |
| i      | e     |
| ō      | â     |
| u      | o     |
| o      | å     |
| a      | ä     |

Intonace je často významotvorná.
Příklad: kåʹsse 'kašlou' (přít.čas, 3.os.mn.č.) - koʹsse 'kašlali' (min.čas, 3.os.mn.č.); eʹtte 'objevují' (přít.čas, 3.os.mn.č.) - iʹtte 'objevovali' (min.čas, 3.os.mn.č.)

### Diftongy
Ve skoltské sámštině existuje 8 základních diftongů iõ, iâ, eâ, eä, uõ, uä, uâ, uå.
U diftongů taktéž dochází k palatalizaci. Ta se projevuje ve výslovnosti zejména u diftongů, jejichž druhou složkou je zadní nebo středová samohláska.
Pokud je tedy druhá složka diftongu zadní nebo středová samohláska /â/, mají tyto diftongy svůj palatalizační protějšek zaznamenán v ortografii, př. /uå/ /uâ/ /iâ/ /eâ/ - /ueʹ/ /ueʹ/ /ieʹ/ /eäʹ/.
Jestliže je však druhou složkou středová samohláska /ō/, nejsou tyto tvary zaznamenány v ortografii, a jejich palatalizovaný protějšek vypadá dokonce velmi odlišně, př./iō/, /uō/ - /iiʹ/, /uiʹ/.

## Tvarosloví

### Jména
Do kategorie jmen ve skoltské sámtštině se řadí jména podstatná a přídavná, která jsou rozdělena do 12 deklinačních typů.

#### Skloňování
Skoltská sámština užívá 9 pádů: nominativ, akuzativ, genitiv, illativ, lokativ, komitativ, abesiv, essiv a partitiv. Koncovky těchto pádů se připojují ke kmeni, který je v silném či slabém stupni. Právě příslušnost k jedné z 12 deklinačních typů určuje, v jakém pádě použít slabý a silný stupeň.

##### Koncovky pádů
| Pád       | Jednotné číslo | Množné číslo |
| --------- | -------------- | ------------ |
| Nominativ | -              | -            |
| Akuzativ  | -              | i-d          |
| Genitiv   | -              | i            |
| Illativ   | *              | i-d          |
| Lokativ   | ^st            | i-n          |
| Komitativ | in             | i-vui'm      |
| Abessiv   | tää            | i-tää        |
| Essiv     | ^n             |              |
| Partitiv  | ^d             |              |

1. a 2. deklinační typ.

#### 1. typ
K tomuto typu patří většina skoltských jmen, především jednoslabičných. Nepatří sem slova převzatá a odvozená. Kmen jména patřící do 1. typu je v nominativu singuláru vždy v silném stupni. V silném stupni jsou také illativ, essiv a partitiv jednotného čísla. Ostatní pády, včetně pádů plurálu, jsou ve slabém stupni. Tvary essivu a partitivu neexistují pro množné číslo. Př. võõr krev.
| Pád       | Jednotné číslo | Množné číslo |
| --------- | -------------- | ------------ |
| Nominativ | võrr           | võõr         |
| Akuzativ  | võõr           | võõrid       |
| Genitiv   | võõr           | võõri        |
| Illativ   | võʹrre         | võõrid       |
| Lokativ   | võõrâst        | võõrin       |
| Komitativ | võõrin         | võõrivuiʹm   |
| Abessiv   | võõrtää        | võõritää     |
| Essiv     | võrrân         |              |
| Partitiv  | võrrâd         |              |

#### 2. typ
Také do druhého typu patří zejména jednoslabičná jména, avšak tvar kmene v nominativu singuláru je ve slabém stupni. Kmeny v ostatních pádech jsou v silném stupni. Př. maadd dno.
| Pád       | Jednotné číslo | Množné číslo |
| --------- | -------------- | ------------ |
| Nominativ | maadd          | maddi        |
| Akuzativ  | maddi          | maddjid      |
| Genitiv   | maddi          | maddji       |
| Illativ   | maddja         | maddjid      |
| Lokativ   | maddjest       | maddjin      |
| Komitativ | maddjin        | maddjivui'm  |
| Abessiv   | madditää       | maddjitää    |
| Essiv     | maddjen        |              |
| Partitiv  | maddjed        |              |

### Zájmena

#### Osobní zájmena
Osobních zájmen ve skoltské sámštině existuje 9, kromě tvarů jednotného a množného čísla se u zájmen zachovaly i tvary duálu (na rozdíl od sloves, kde duál zanikl).
|                | 1. osoba | 2. osoba | 3. osoba |
| -------------- | -------- | -------- | -------- |
| Jednotné číslo | mon      | ton      | son      |
| Množné číslo   | muäna    | tuäna    | suäna    |
| Duál           | mij      | tij      | sij      |

Osobní zájmena se skloňují. Zájmena v jednotném čísle se skloňují ve všech 9 pádech, zájmena v množném čísle nemají tvar pro essiv a partitiv a duál nezná partitiv.
| Pád       | 1. osoba sg. | 2. osoba sg. | 3. osoba sg. | 1. osoba pl.     | 2. osoba pl.     | 3.osoba pl.      | 1. osoba du. | 2. osoba du | 3. osoba du. |
| --------- | ------------ | ------------ | ------------ | ---------------- | ---------------- | ---------------- | ------------ | ----------- | ------------ |
| Nominativ | mon          | ton          | son          | mij              | tij              | sij              | muäna        | tuäna       | suäna        |
| Akuzativ  | muu          | tuu          | suu          | miʹjjid          | tiʹjjid          | siʹjjid          | muän'naid    | tuän'naid   | suän'naid    |
| Genitiv   | muu          | tuu          | suu          | mij              | tij              | sij              | muän'nai     | tuän'nai    | suän'nai     |
| Illativ   | muʹnne       | tuʹnne       | suʹnne       | miʹjjid          | tiʹjjid          | siʹjjid          | muän'naid    | tuän'naid   | suän'naid    |
| Lokativ   | muʹst        | tuʹst        | suʹst        | meeʹst ~ miʹjjin | teeʹst ~ tiʹjjin | seeʹst ~ siʹjjin | muän'nast    | tuän'nast   | suän'nast    |
| Komitativ | muin         | tuin         | suin         | miʹjjivuiʹm      | tiʹjjivuiʹm      | siʹjjivuiʹm      | muän'nain    | tuän'nain   | suän'nain    |
| Abessiv   | muutää       | tuutää       | suutää       | miʹjjitää        | tiʹjjitää        | siʹjjitää        | muän'naitää  | tuän'naitää | suän'naitää  |
| Essiv     | muuʹnen      | tuuʹnen      | suuʹnen      |                  |                  |                  | muän'nan     | tuän'nan    | suän'nan     |
| Partitiv  | muuʹđed      | tuuʹđed      | suuʹđed      |                  |                  |                  |              |             |              |

#### Ukazovací zájmena
tät ten, täk ti 

tõt tamten, tõk tamti

tut tamten, tuk tamti

Významy ukazovacích zájmen jsou shodné s finštinou. Ve skoltšině tät odpovídá finskému tämä a používá se k poukázání na věc, která je v bezprostřední blízkosti mluvčího, tõt odpovídjící finskému tuo označuje věc vzdálenou, avšak viditelnou, a tut odpovídá finskému se, které se používá, pokud se hovoří o věci vzdálené. Použití tut je častější také při běžné mluvě, kdy označuje věc, která už byla dříve zmíněna.

#### Neurčitá zájmena
Neurčitá zájmena jsou vyjádřena pomocí sufixů -ne a -a.
mii-ne něco 

ǩii-ne někdo

kuäbbaž-ne kdokoliv, kterýkoli

ǩii-a každý, všichni

kuäbbaž-a každý

#### Záporná zájmena
Záporná zájmena se tvoří pomocí částice ni, který stojí samostatně před vztažným zájmenem.

ni mii nic

ni ǩii nikdo

ni kuäbbaž ani jeden

#### Vztažná zájmena
mii co

ǩii kdo

Ve skoltské sámštině se používá univerzální vztažné zájmeno kååʹtt, které lze skloňovat v pádě i čísle a zastupuje vztažná zájmena kdo, co, který. Pokud například toto vztažné zájmeno stojí ve větě v nominativu, má roli subjektu; pokud je v akuzativu, zastává roli přímého objektu.

#### Tázací zájmena
mii? - mõõk co? (sg. - pl.)

ǩii? - ǩeäk kdo? (sg. - pl.)

kuäbbaž? který (ze dvou)?

Tázací zájmena se skloňují stejně jako podstatná jména.

### Číslovky

#### Základní číslovky
1 õhtt

2 kueʹhtt

3 kolmm

4 nellj

5 vitt

6 kutt

7 čiččâm

8 kääuʹc

9 ååuʹc

10 lååi

100 čueʹđ 

1000 dahat/doohhat

#### Řadové číslovky
1. vuõssâmõs

2. nuʹbb

3. kuälmad

4. neelljad

5. viiđad

6. kuuđad

7. čiiččad

8. kääucad

9. ååuʹc

10. låågad

### Sloveso
Slovesa se ve skoltské sámštině časují ve 4 osobách (první, druhá, třetí a čtvrtá-neurčitá osoba), v čísle (jednotné a množné), v čase (přítomný, minulý, předpřítomný a předminulý) a ve čtyřech způsobech (indikativ, potenciál, kondicionál a imperativ).
Na rozdíl od ostatních sámských jazyků se ve skoltské sámštině nevyskytují duálové slovesné koncovky.

#### Slovesné třídy
Slovesa jsou rozdělena do 4 typů, a to podle tvaru kmene. K těmto kmenům se poté přidávají koncovky mluvnických kategorií. Kmen může být zakončen na konsonant (konsonantický kmen) nebo na vokál (vokalický kmen), který se dále dělí na silný a slabý. 

| Typ | Infinitiv | Kmen     | Význam   |
| --- | --------- | -------- | -------- |
| 1   | kuärŋŋad  | kuärŋŋ-  | šplhat   |
|     | joorrâd   | joorr-   | otočit   |
| 2   | mainsted  | mainst-  | říct     |
|     | näärved   | näärv-   | čekat    |
| 3   | rätkkjed  | rätkkj-  | oddělit  |
|     | võʹllʼjed | võʹllʼj- | vyskočit |
| 4   | kârreed   | kârre-   | klít     |
|     | ääʹveed   | ääʹve-   | otevřít  |

#### Přítomný čas
Příklad koncovek pro přítomný čas u slovesa patřící k 1. slovesnému typu kuullâd slyšet.
| Osoba     | Koncovka       | Stupeň | Příklad     |
| --------- | -------------- | ------ | ----------- |
| 1. sg.    | am             | slabý  | kuulam      |
| 2. sg.    | ak             | slabý  | kuulak      |
| 3. sg.    | [*1]           | -      | kooll       |
| 1. pl.    | ˆp             | -      | kuullâp     |
| 2. pl.    | veʹted ~ eʹped | -      | kuullveʹted |
| 3. pl.    | a/e            | silný+ | koʹlle      |
| 4. neurč. | ˆt             | slabý  | kuulât      |

[*1] 3. os. sg. u sloves 1. typu nemá specifickou koncovku. U sloves 2. a 3. typu dochází k vložení epentetického -a- uvnitř kmene, např. mainsted říct mainst- → mainast

#### Minulý čas
| Osoba     | Koncovka | Stupeň | Příklad |
| --------- | -------- | ------ | ------- |
| 1. sg.    | em       | silný+ | kuʹllem |
| 2. sg.    | iǩ       | silný+ | kuʹlliǩ |
| 3. sg.    | i        | slabý  | kuuli   |
| 1. pl.    | im       | slabý  | kuulim  |
| 2. pl.    | id       | slabý  | kuulid  |
| 3. pl.    | e        | silný+ | kuʹlle  |
| 4. neurč. | eš       | silný+ | kuʹlleš |

#### Předpřítomný a předminulý čas
Předpřítomný čas ve skoltštině se tvoří perifrasticky s pomocným slovesem leeʹd (být) v minulém čase. Na pomocném slovese se vyjadřuje osoba a číslo. U obou časů se významové sloveso vyskytuje ve formě minulého participia. 

Předpřítomný čas vyžaduje pomocné sloveso leeʹd v přítomném čase.

#### Způsob
Ve skoltské sámštině existují čtyři způsoby: indikativ, potenciál, kondicionál a imperativ.

##### Potenciál
| Osoba     | Koncovka | Stupeň | Příklad |
| --------- | -------- | ------ | ------- |
| 1. sg.    | ž–em     | slabý  | kuulžem |
| 2. sg.    | ž–iǩ     | slabý  | kuulžiǩ |
| 3. sg.    | ˆ–ž      | slabý  | kuulâž  |
| 1. pl.    | ž–ep     | slabý  | kuulžep |
| 2. pl.    | ž–id     | slabý  | kuulžid |
| 3. pl.    | ž–e      | slabý  | kuulže  |
| 4. neurč. | ž–et     | slabý  | kuulžet |

##### Kondicionál
| Osoba     | Koncovka | Stupeň | Příklad |
| --------- | -------- | ------ | ------- |
| 1. sg.    | č–em     | slabý  | kuulčem |
| 2. sg.    | č–iǩ     | slabý  | kuulčiǩ |
| 3. sg.    | č–i      | slabý  | kuulči  |
| 1. pl.    | č–im     | slabý  | kuulčim |
| 2. pl.    | č–id     | slabý  | kuulčid |
| 3. pl.    | č–e      | slabý  | kuulče  |
| 4. neurč. | č–eš     | slabý  | kuulčeš |

##### Imperativ
| Osoba     | Koncovka    | Stupeň | Příklad |
| --------- | ----------- | ------ | ------- |
| 1. sg.    |             |        |         |
| 2. sg.    | [*3]        | slabý  | kuul    |
| 3. sg.    | as ~ ââǥǥas | slabý  | koolas  |
| 1. pl.    | ˆp ~ âkap   | -      | kuullâp |
| 2. pl.    | ˆd ~ eʹǩed  | -      | kuullâd |
| 3. pl.    | az ~ âkaz   | silný+ | kollaz  |
| 4. neurč. |             |        |         |

[*2] Koncovky 2. os. sg. se různí podle slovesné třídy.

### Příslovce
Ve skoltské sámštině existují 2 typy příslovcí:
- otevřený typ odvozených příslovcí
- uzavřený typ příslovcí

#### Otevřený typ odvozených příslovcí
Tato příslovce jsou odvozena od přídavných a také podstatných jmen. Příslovce odvozená od jmen náležících k 1. typu končí na sufix ‑^ld, příslovce odvozená od ostatních typů končí na sufix ‑ânji. Odvozená příslovce nejčastěji vyjadřují způsob.
| Typ | Přídavné jméno   | Příslovce           |
| --- | ---------------- | ------------------- |
| 1   | čeäʹpp (šikovný) | čieʹppeld (šikovně) |
| 1   | neuʹrr (špatný)  | neeuʹreld (špatně)  |
| 4   | čiõlǥas (jasný)  | čiõlggsânji (jasně) |
| 8   | jåʹttel (rychlý) | jåʹttlânji (jasně)  |
| 11  | mooččâd (krásný) | moččânji (krásně)   |
| 11  | ilbbâd (podlý)   | ilbbânji (podle)    |

#### Uzavřený typ
Skupina uzavřených příslovcí vyjadřuje většinou místo a čas. 

##### Příslovce času
Příslovce času se vyskytují nejčastěji na začátku věty.

ââʹn teď

eiʹdde právě teď

juʹn už 

sõrgg brzy

teʹl potom

tuâl-aa dávno

eʹpet znovu

pâi vždy

täujja často

jåhtta včera

täʹbbe dnes

jâđđa zítra

- Příslovce označující část dne

tueʹlää ráno

peivva přes den

kõskkpeeiʹv v poledne

jeäʹǩǩespeeiʹv odpoledne

jeäʹǩǩää večer

kõskkekka o půlnoci

ekka v noci

- Příslovce označující roční období

ǩeässa v létě

čâhčča na podzim 

tälvva v zimě

ǩeâđđa na jaře

##### Místní příslovce
tääiʹb ~ tääiʹben tady/odtud

tiiʹǩ tady (kam?)

toʹb ~ toʹben tam/odtud

tok tam (kam?)

- Příslovce oznařující světové strany

tâʹvven na/ze severu

tââvas na sever

saujâst na jihu

sauʹjje na jih

nuõrttjest na východě

nuõrttja na východ

viõsttrest na západě

viõsttra na západ

- Příslovce označující místo

čiʹǯsbeäʹlnn nalevo

čiʹǯsbeälla doleva

vuäʹljsbeäʹlnn napravo

vuäʹljsbeälla doprava

ooudbeäʹlnn naproti

mââibeäʹlnn za

pââibeäʹlnn nad

vuâlbeäʹlnn pod